# Melrand
Melrand is een gemeente in het Franse departement Morbihan (regio Bretagne). De plaats maakt deel uit van het arrondissement Pontivy. Melrand telde op 1 januari 2022 1.559 inwoners.

## Geografie
De oppervlakte van Melrand bedroeg op 1 januari 2022 40,39 vierkante kilometer; de bevolkingsdichtheid was toen 38,6 inwoners per km².

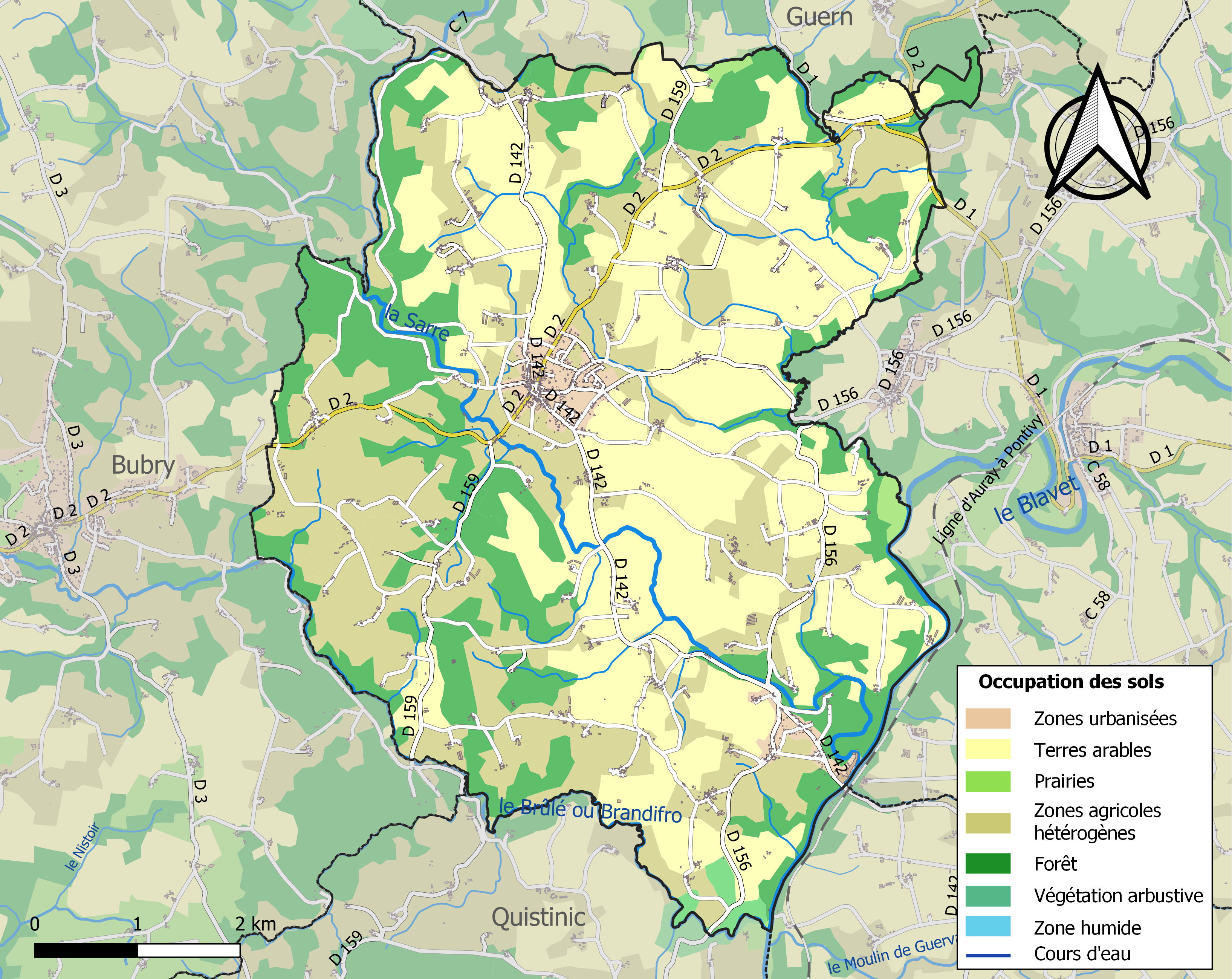
Kaart van de gemeente met de belangrijkste infrastructuur, bodemgebruik en omliggende gemeenten

## Demografie
Onderstaande figuur toont het verloop van het inwonertal, bron: INSEE-tellingen. 